# Madhuca brochidodroma
Madhuca brochidodroma är en tvåhjärtbladig växtart som beskrevs av Terence Dale Pennington. Madhuca brochidodroma ingår i släktet Madhuca och familjen Sapotaceae. Inga underarter finns listade i Catalogue of Life.